# Oligosita brevialata
Oligosita brevialata är en stekelart som beskrevs av Lou och Wang 2001. Oligosita brevialata ingår i släktet Oligosita och familjen hårstrimsteklar. Inga underarter finns listade i Catalogue of Life.